# Moord op Samuel Charles

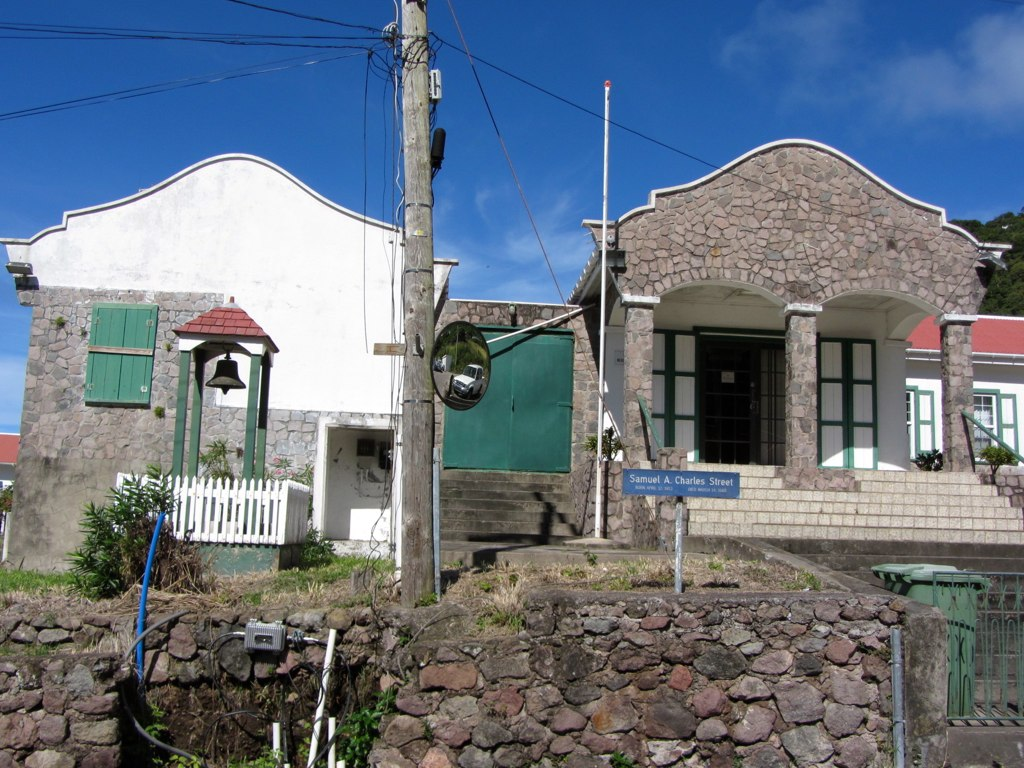
Het politiebureau aan de naar Samuel Charles vernoemde Samuel A. Charles Street in The Bottom

De moord op Samuel Charles was een geruchtmakende moordzaak op Saba in 1989 waarbij een drugscrimineel een politieagent doodschoot. De moordenaar, Dean Hassell, werd veroordeeld tot een levenslange gevangenisstraf.

## Verloop
Samuel Adolphus Charles (Saba, 12 april 1953) was agent bij het Korps Politie Nederlandse Antillen. Hij maakte jarenlang deel uit de van de reservepolitie en volgde in 1986 een opleiding aan de politieacademie op Curaçao. Hij diende vier maanden op Sint Maarten en daarna op Saba, waar hij een van de zes agenten was.
Charles werd op 14 maart 1989 ter hoogte van Hell's Gate zwaargewond aangetroffen in zijn jeep, die van de weg was geraakt en over de kop was geslagen. Men dacht aanvankelijk aan een auto-ongeluk, maar ontdekte later een schotwond in zijn hoofd. Hij werd met spoed overgebracht naar het St Rose Hospitaal op Sint Maarten, maar stierf daar op de operatietafel.
Kort na de moord werd de dader opgepakt. Dean Hassell, een Sabaan die ook in de Verenigde Staten en Canada had gewoond, bekende dat hij Charles met een jachtgeweer had doodgeschoten. Een tijd daarvoor had de Sabaanse politie, onder wie Samuel Charles, vier mannen opgepakt en verhoord in verband met drugs en een inbraak. Hassell zou de moord hebben beraamd om wraak te nemen voor deze politieactie en omdat hij bang was dat de politie lucht had gekregen van zijn aanplant van hennep. Hij werd veroordeeld tot een levenslange gevangenisstraf.

## Nagedachtenis
De moord op Samuel Charles schokte Saba zeer. Voorafgaand aan zijn begrafenis werd in de katholieke kerk van The Bottom een mis gehouden waarbij gezaghebber Wycliffe Smith en de Antilliaanse minister van Justitie Wilbert Knoppel het woord voerden. Later werd de straat die voor het politiebureau in The Bottom langs loopt omgedoopt tot Samuel A. Charles Street en werd er op het centrale plein van The Bottom een borstbeeld voor Charles opgericht als symbool van zijn strijd tegen drugs op Saba. Het werd in 2014 verplaatst naar het terrein van het politiebureau.